# Diocesi di Lavaur
La diocesi di Lavaur (in latino Dioecesis Vaurensis) è una sede soppressa della Chiesa cattolica.

## Territorio
La diocesi comprendeva parte della Linguadoca. Confinava con l'arcidiocesi di Albi, la diocesi di Castres, da cui era separata dal fiume Agout, l'arcidiocesi di Narbona, le diocesi di Carcassonne e di Saint-Papoul, e l'arcidiocesi di Tolosa.
Sede vescovile era la città di Lavaur, nell'attuale dipartimento del Tarn, dove fungeva da cattedrale la chiesa di Sant'Alano.
Nel 1768 la diocesi comprendeva 88 parrocchie.

## Storia
Nel 1098 Isarno, vescovo di Tolosa e figlio di Guglielmo signore del castello di Lavaur, donò ai religiosi dell'abbazia di Saint-Pons-de-Thomières la chiesa di Sant'Alano, sulla riva sinistra dell'Agout, con il compito di restaurare la chiesa, in stato di abbandono, di costruirvi un monastero e fondare una città, che prenderà il nome di Lavaur. La chiesa di Sant'Alano divenne in seguito sede di un priorato dipendente da Saint-Pons.
Il priorato di Sant'Alano fu eretto in diocesi da papa Giovanni XXII il 26 settembre 1317 con la bolla Salvator noster. Il 22 febbraio 1318, con la bolla Cum illius, il papa definì i confini della nuova diocesi alla quale assegnò 88 parrocchie dell'arcidiocesi di Tolosa, di cui Lavaur divenne suffraganea.
Primo vescovo fu Roger d'Armagnac, canonico di Parigi e arcidiacono di Agen, che fu consacrato vescovo il 27 gennaio 1320, che si adoperò per trasformare la chiesa di Sant'Alano in una vera e propria cattedrale. Costruita dai monaci di Saint-Pons nel XII secolo e distrutta durante la crociata albigese nel 1211, fu ricostruita a partire dalla metà del XIII secolo, e assunse definitivamente le forme attuali grazie ai lavori intrapresi dal vescovo Jean Vigier nella seconda metà del Quattrocento. Nel 1395 il capitolo dei canonici contava 12 canonici e 4 dignitari.
Nel 1368 Lavaur fu sede di un concilio interprovinciale, che vide riuniti i vescovi delle province ecclesiastiche di Narbonne, di Tolosa e di Auch. Su 30 fra arcivescovi e vescovi, solo 8 prelati furono presenti personalmente, mentre gli altri si fecero rappresentare da un delegato.
Nel XVI secolo Pierre Danès, umanista e professore al Collège de France, fu scelto dal re Francesco I come uno dei tre ambasciatori francesi presenti all'apertura del concilio di Trento nel 1545; diventato vescovo di Lavaur nel 1557 prese parte alle ultime sessioni del concilio e alle sue discussioni. In diocesi, ebbe a confrontarsi, anche duramente, contro gli Ugonotti, che devastarono la diocesi.
Nel corso del XVII secolo la diocesi visse diversi periodi di sede vacante, benché di breve durata; soprattutto perché in diverse occasioni i vescovi nominati per Lavaur non accettavano la nomina o erano trasferiti altrove prima ancora di prendere possesso della cattedra di Sant'Alano oppure ancora, nominati dal re, come da prassi, non erano graditi alla Santa Sede.
Tra i vescovi di Lavaur si possono ricordare: Charles Le Goux de la Berchère (1677-1692), che indisse una visita pastorale alla diocesi, fece predicare le missioni popolari e redasse statuti diocesani in linea con lo spirito tridentino; Victor-Augustin de Mailly (1692-1712), che nel 1703 fondò il seminario diocesano, che tuttavia non gli sopravvisse; Jean-Baptiste Joseph de Fontanges (1748-1764), che prese energicamente le difese dei Gesuiti,
Durante la rivoluzione francese fu raso al suolo il palazzo episcopale, che in origine affiancava la cattedrale. L'ultimo vescovo, Jean-Antoine de Castellane, fuggì in Spagna e poi in Italia, dove morì, dopo aver accettato a denti stretti di dare le dimissioni dalla sua sede.
La diocesi fu soppressa in seguito al concordato con la bolla Qui Christi Domini di papa Pio VII del 29 novembre 1801 e il suo territorio incorporato in quello della diocesi di Montpellier. Quando nel 1822 fu ricostituita l'arcidiocesi di Albi la maggior parte dell'antico territorio diocesano fu incorporato in quello di Albi.
Dal 17 febbraio 1922 agli arcivescovi di Albi è concesso il titolo di vescovi di Lavaur.

## Cronotassi dei vescovi
- Roger d'Armagnac † (26 ottobre 1317 - 22 maggio 1338 nominato vescovo di Laon)
- Robert de Foix (de Béarn) † (22 maggio 1338 - 1348 deceduto)
- Archambaud de Lautrec † (14 novembre 1348 - 11 gennaio 1357 nominato vescovo di Châlons)
- Robert de la Voie de Villemur † (21 agosto 1357 - 1383 deceduto)
- Gilles de Bellemère † (8 ottobre 1383 - 17 ottobre 1390 nominato vescovo di Le Puy)
- Guy de la Roche † (25 ottobre 1390 - 1395 deceduto)
- Pierre de Vissac † (12 luglio 1395 - 23 gennaio 1405 deceduto)
- Bertrand de Maumont † (9 febbraio 1405 - 10 marzo 1408 nominato vescovo di Béziers)
- Pierre Neveu † (21 ottobre 1409 - 5 settembre 1410 nominato arcivescovo di Albi)
  - Pierre Girard † (21 marzo 1411 - 6 aprile 1412 dimesso) (amministratore apostolico)
- Jean Bely † (6 aprile 1412 - 21 settembre 1433 deceduto)
- Jean Boucher † (13 gennaio 1434 - 6 settembre 1458 deceduto)
- Jean Gentian † (30 luglio 1459 - 26 aprile 1469 deceduto)
- Jean Vigier † (5 giugno 1469 - 16 marzo 1497 deceduto)
  - Hector de Bourbon † (22 maggio 1497 - 29 aprile 1500 dimesso) (amministratore apostolico)
  - Pierre de Rosier † (29 aprile 1500 - 31 maggio 1514 deceduto) (amministratore apostolico)
  - Giulio de' Medici † (12 giugno 1514 - 18 novembre 1523 eletto papa con il nome di Clemente VII) (amministratore apostolico)
  - Agostino Trivulzio † (11 gennaio 1524 - 6 ottobre 1525 dimesso) (amministratore apostolico)
- Pierre De Bui † (6 ottobre 1525 - 30 ottobre 1526 deceduto)
- Georges de Selve † (23 marzo 1528 - 12 aprile 1542 deceduto)[4]
- Pierre de Mareuil † (1º marzo 1542 - marzo 1556 deceduto)
- Pierre Danès † (9 agosto 1557 - 23 aprile 1577 deceduto)
  - Sede vacante (1577-1582)
- Pierre de Faur † (14 marzo 1582 - 21 novembre 1582 deceduto)
- Horace René de Birague † (21 novembre 1583 - 26 febbraio 1601 deceduto)
  - Sede vacante (1601-1606)
- Claude du Vergier † (24 aprile 1606 - 25 marzo 1636 deceduto)
  - Sede vacante (1636-1639)
- Charles-François Abra de Raconis † (10 gennaio 1639 - 16 luglio 1646 deceduto)
- Jean-Vincent de Tulles † (27 maggio 1647 - 3 dicembre 1668 deceduto)
  - Sede vacante (1668-1671)
- Michel Amelot de Gournay † (22 giugno 1671 - 16 novembre 1673 nominato arcivescovo di Tours)
- René de Sauvages † (18 dicembre 1673 - 17 maggio 1677 deceduto)
- Charles Le Goux de la Berchère † (11 ottobre 1677 - 1692 dimesso[5])
- Victor-Augustin de Mailly † (15 ottobre 1692 - 23 dicembre 1712 deceduto)
- Nicolas de Malézieu † (18 settembre 1713 - 14 marzo 1748 deceduto)
- Jean-Baptiste Joseph de Fontanges † (2 dicembre 1748 - 8 novembre 1764 deceduto)
- Jean de Dieu-Raymond de Boisgelin de Cucé † (27 marzo 1765 - 27 febbraio 1771 dimesso)
- Jean-Antoine de Castellane † (17 giugno 1771 - 1801 dimesso)
  - Sede soppressa